# Ајдавил (Орегон)
Ајдавил (енгл. Idaville) насељено је место без административног статуса у америчкој савезној држави Орегон.

## Демографија
По попису из 2010. године број становника је 337.
| Група             | 2000.    | 2010.       |
| Белци             | 0 (0,0%) | 297 (88,1%) |
| Афроамериканци    | 0 (0,0%) | 0 (0,0%)    |
| Азијати           | 0 (0,0%) | 5 (1,5%)    |
| Хиспаноамериканци | 0 (0,0%) | 27 (8,0%)   |
| Укупно            | 0        | 337         |